# フランクリン郡 (ペンシルベニア州)
フランクリン郡（英: Franklin County）は、アメリカ合衆国ペンシルベニア州の南部中央に位置する郡である。大部分がカンバーランド・バレーにある。人口は15万5932人（2020年）。郡庁所在地はチェンバーズバーグ・ボロであり、同郡で人口最大の町である。
フランクリン郡はその全体で、チェンバーズバーグ小都市圏を構成している。元々はランカスター郡（1729年設立）に属し、その後カンバーランド郡（1750年設立）に変わり、フランクリン郡としては1784年9月9日に設立された。郡名はアメリカ合衆国建国の父ベンジャミン・フランクリンに因んで名付けられた。

## 地理
アメリカ合衆国国勢調査局に拠れば、郡域全面積は773平方マイル (2,002 km2)であり、このうち陸地772平方マイル (1,999 km2)、水域は1平方マイル (3 km2)で水域率は0.09%である。チェサピーク湾水系の上流にあり、郡の大半はポトマック川に排水されるが、郡北東部はコノドギネット・クリークとシャーマン・クリークからサスケハナ川に流れている。

### 隣接する郡
- ジュニアータ郡 - 北
- ペリー郡 - 北東
- カンバーランド郡 - 北東
- アダムズ郡 - 東
- フレデリック郡 (メリーランド州)- 南東
- ワシントン郡 (メリーランド州) - 南
- フルトン郡 - 西
- ハンティンドン郡 - 北西

## 人口動態
以下は2000年国勢調査による人口統計データである。
| 基礎データ - 人口: 129,313人 - 世帯数: 50,633 世帯 - 家族数: 36,405 家族 - 人口密度: 65人/km2（168人/mi2） - 住居数: 53,803軒 - 住居密度: 27軒/km2（70軒/mi2） 人種別人口構成 - 白人: 95.33% - アフリカン・アメリカン: 2.33% - ネイティブ・アメリカン: 0.15% - アジア人: 0.55% - 太平洋諸島系: 0.03% - その他の人種: 0.74% - 混血: 0.86% - ヒスパニック・ラテン系: 1.75% 先祖による構成 - ドイツ系：40.2% - アメリカ人：19.4% - アイルランド系：7.6% - イギリス系：6.0% 言語による構成 - 英語：96.0% - スペイン語：2.1% | 年齢別人口構成 - 18歳未満: 24.0% - 18-24歳: 7.9% - 25-44歳: 28.2% - 45-64歳: 23.7% - 65歳以上: 16.0% - 年齢の中央値: 38歳 - 性比（女性100人あたり男性の人口） - 総人口: 94.8 - 18歳以上: 91.9 世帯と家族（対世帯数） - 18歳未満の子供がいる: 30.8% - 結婚・同居している夫婦: 60.0% - 未婚・離婚・死別女性が世帯主: 8.2% - 非家族世帯: 28.1% - 単身世帯: 23.7% - 65歳以上の老人1人暮らし: 10.7% - 平均構成人数 - 世帯: 2.49人 - 家族: 2.94人 |

2001年、雑誌「ジ・アトランティック」にジャーナリスト、デイビッド・ブルックスが書いた記事『1つの国、わずかに分割できる』では、フランクリンが赤色すなわち共和党の郡と表現された。

## 都市と町

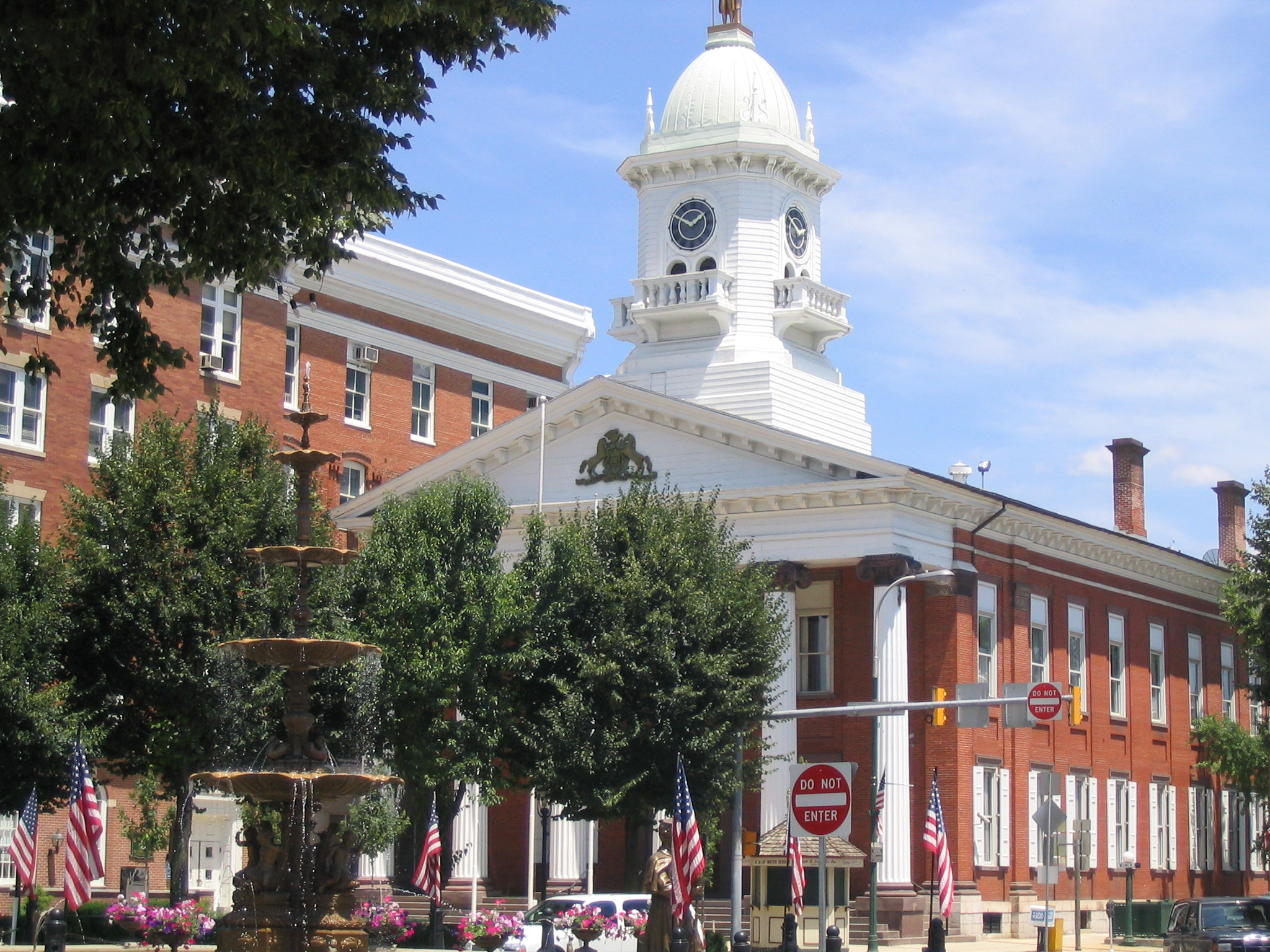
チェンバーズバーグ

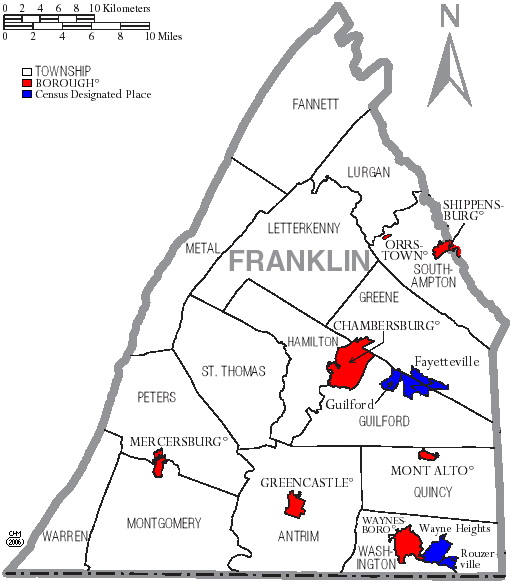
フランクリン郡の自治体、ボロは赤、タウンシップは白、国勢調査指定地域は青

ペンシルベニア州法の下では4種類の自治体がある。市、ボロ、タウンシップ、町である。

### ボロ
ボロは ward 同様に「区 (行政区画)」になる。
| - チェンバーズバーグ - 郡庁所在地 - グリーンキャッスル - マーサーズバーグ - モントアルト | - オーズタウン - シッペンズバーグ（大半はカンバーランド郡内） - ウェインズボロ |

### タウンシップ
タウンシップは「郡区 (アメリカ合衆国)」と訳される。
| - アントリム - ファネット - グリーン - ギルフォード - ハミルトン | - レターケニー - ラーガン - メタル - モンゴメリー - ピーターズ | - クインシー - サウサンプトン - セントトマス - ウォーレン - ワシントン |

### 国勢調査指定地域
国勢調査指定地域はアメリカ合衆国国勢調査局が人口統計データを取るために設定した地域である。州法の下では実際の司法権が及ぶ範囲ではない。村などその他の未編入領域も下記に挙げる。
| - ブルーリッジサミット - ファイエットビル - フォートラウドン - ギルフォード - マリオン | - ペンマー - ラウザービル - スコットランド - ステイトライン - ウェインハイツ |

## 教育

### 高等教育機関
- ウィルソン・カレッジ（英語版）
- ペンシルベニア州立大学モントアルト校（英語版）

### その他の教育機関
- フランクリン郡職業訓練センター

### 中間ユニット
リンカーン中間ユニット（第12）にはアダムズ郡、フランクリン郡、ヨーク郡が含まれている。この機関は教育学区、家庭教育を受けた生徒、私立学校を管轄し、特別教育、複合購買、教育法を提供している。サマー・アカデミーを実施し、才能ある成績の良い生徒の個人的需要に合わせた芸術と学業の授業を行っている。他にもカリキュラム・マッピング、学校雇員のための専門性開発、成人教育、非公開授業、事業サービス、移民と英語が第二言語の者向け講習、授業法講習、特別教育、管理法講習、技術講習を行っている。高校卒業資格を得たい成人向けに一般教育開発プログラムや読み書きプログラムもある。この中間ユニットは13人の委員会で運営され、各委員は25の教育学区から選ばれた地方教育委員会の委員である。任期は3年間である。州内には29の中間ユニットがある。教育学区、州および連邦政府の特別予算と認証により資金が手当てされている。中間ユニットには課税権が無い。

### 公共教育学区
- チェンバーズバーグ地域教育学区
- ファネット・メタル教育学区（一部はペリー郡内）
- グリーンキャッスル・アントリム教育学区
- シッペンズバーグ地域教育学区（一部はカンバーランド郡内）
- タスカローラ教育学区
- ウェインズボロ地域教育学区

### 私立学校
| - アンカー・クリスチャン・デイスクール - シッペンズバーグ - アントリム・メノナイト学校 - グリーンキャッスル - ブルックサイド・アーミッシュ学校 - スプリングラン - カルバリー・メノナイト学校 - チェンバーズバーグ - クリアフィールド教区学校 - シッペンズバーグ - コノコチーグ・アーミッシュ学校 - スプリングラン - コーパスクリスティ・カトリック学校 - チェンバーズバーグ - コーネルアブラクサス・リーダーシップ開発プログラム - コーネルアブラクサス・ユースセンター - サウスマウンテン - カルバートソン・メノナイト学校 - チェンバーズバーグ - カンバーランドバレー・クリスチャン学校 - エマヌエル・クリスチャン学校 - チェンバーズバーグ - フランクリン学習センター - ハイフィールド・クリスチャン・アカデミー - ブルーリッジサミット - リビング・ワード・アカデミー - ブルーリッジサミット - メイプルグローブ・アーミッシュ学校 - ドライラン - マクレイズミル・アーミッシュ学校 - ニューバーグ - メドウブルック・アーミッシュ学校 - スプリングラン - マニト・デイ・トリートメント - チェンバーズバーグ - マーサーズバーグ・アカデミー | - モンテッソリ・アカデミー・オブ・チェンバーズバーグ - マウンテンビュー・アーミッシュ学校 - スプリングラン - モウワーズビル・クリスチャン・アカデミー - ニューバーグ - ノアズアーク・キリスト教会センター - ウェインズボロ - オッターバイン学校 - シッペンズバーグ - パスバレー・クリスチャン学校 - ドイルズバーグ - ポーティコリバー・ブレスレン学校 - チェンバーズバーグ - プロビデンス学校 - ウェインズボロ - セントアンドリュース学校 - ウェインズボロ - シャディグローブ・メノナイト学校 - グリーンキャッスル - シャロム・クリスチャン・アカデミー - ストーニークリーク教区学校 - オーズタウン - サンセット・アーミッシュ学校 - ニューバーグ - スウィートウォーターリッジ学校 - ドライラン - シルバン学習センター - チェンバーズバーグ - タネルラン学校l - ニューバーグ - ビジョンクエスト・サウスマウンテン・ロッジ - サウスマウンテン - ウィロウヒル教区学校 - ウィロウヒル - サウスマウンテン・シキュア・トリートメント・ユニット |

### 図書館
- アレクサンダー・ハミルトン記念自由図書館 - ウェインズボロ
- ブルーリッジサミット自由図書館 - ブルーリッジサミット
- コイル自由図書館 - チェンバーズバーグ
- フレデリック図書館 - マーサーズバーグ
- フォートラウドン支部図書館 - フォートラウドン
- グローブ家族図書館 - チェンバーズバーグ
- リリアン・S・ビソア記念図書館 - グリーンキャッスル
- セントトマス支部図書館 - セントトマス

## 公園とレクリエーション
郡内の州立公園は3つである。
- カレドニア州立公園、フランクリン郡とアダムズ郡に跨る、チェンバーズバーグとゲティスバーグを結ぶアメリカ国道30号線沿いにある
- ブキャナンの生誕地州立公園、第15代アメリカ合衆国大統領ジェームズ・ブキャナンの生誕地

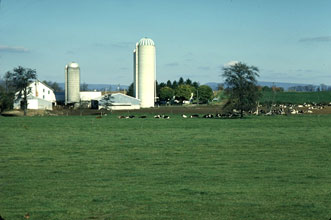
フランクリン郡の農園

- モントアルト州立公園、州内最古の州立公園

## 関係者
出身者
- ウォリス・シンプソン（ウィンザー公爵夫人） - ワシントン郡区ブルー・リッジ・サミット生まれ。生地のスクエア・コテージ傍に米国で最も古いカントリークラブの一つ モントレー・カントリー・クラブ (Monterey Country Club) がある。